# فرانک کار (بازیکن فوتبال)
فرانک کار (انگلیسی: Frank Carr; ۲۱ آوریل ۱۹۱۹ – ژوئیه ۲۰۱۰ (aged 91)) بازیکن فوتبال اهل بریتانیا بود.
از باشگاه‌هایی که در آن بازی کرده‌است می‌توان به باشگاه فوتبال یورک سیتی و باشگاه فوتبال روترهام یونایتد اشاره کرد.